# Peperomia schultzei
Peperomia schultzei är en pepparväxtart som beskrevs av Trel. & Yunck.. Peperomia schultzei ingår i släktet peperomior, och familjen pepparväxter. Inga underarter finns listade i Catalogue of Life.